# Dysphania tasmaniae
Dysphania tasmaniae är en fjärilsart som beskrevs av Jean Baptiste Antoine Guillemin 1841. Dysphania tasmaniae ingår i släktet Dysphania och familjen mätare. Inga underarter finns listade i Catalogue of Life.